# Donngal mac Laidcnén
Donngal mac Laidcnén (mort en 761) est roi des Uí Cheinnselaigh du sud Leinster.
Il est issu du sept Sil Chormaic de cette lignée du Laigin et plus précisément de la branche qui prend le contrôle de
des Uí Dróna, la baronnie d'Idrone  dans le nord de l'actuel comté de Carlow. Son dernier ancêtre paternel à avoir occupé le trône est son arrière-arrière-grand-père Crundmáel Erbuilc (mort en 655) Il règne de 758 à 761.
Donngal doit faire face à une attaque du  royaume d'Osraige conduite par son roi Anmchad mac Con Cherca. Il subit une défaite initiale à Gowran en 759. En 761 Donngal est vaincu et tué lors de la bataille de 
Belach Gabraín, c’est-à-dire la passe de Gowran dans le centre-est de l'Osraige contre les « Hommes d'Osraige ». Il a comme successeur son frère Dub Calgaid mac Laidcnén (mort en 769). Son fils Cellach Tosach mac Donngaile (mort en 809) sera également roi des Uí Cheinnselaigh.

## Sources
- Annales d'Ulster sur  at University College Cork
- (en) Gearoid Mac Niocaill (1972), Ireland before the Vikings, Dublin: Gill and Macmillan
- Livre de  Leinster, Rig Hua Cendselaig sur  at University College Cork